# Klustar
Klustar est un jeu vidéo de réflexion développé par Rebellion Developments et édité par Infogrames, sorti en 1999 sur Game Boy Color.

## Système de jeu
Klustar est un jeu de réflexion dans lequel le joueur contrôle un amas de blocs qui peut être déplacé sur l'écran dans les quatre directions et qui peut être tourné à 90°. Des blocs de différentes formes et différentes couleurs, similaires à celles de Tetris, apparaissent à intervalles réguliers des extrémités de l'écran et convergent vers son centre pour s’agréger à l’amas. Afin d'éliminer des blocs, le joueur doit créer des carrés de 3x3, 4x4 ou 5x5. La partie est terminée lorsque l'amas de blocs devient trop volumineux et dépasse les limites de l'écran.